# 德勒帕耶艾
德勒帕耶艾（發音：[təja̰pʰjá]，1327年—1352年），即德勒帕耶二世，舊譯答里必尼，是緬甸實皆王國君主，約1349年至1352年間在位。德勒帕耶艾是是實皆開國君主蘇雲的幼子。
德勒帕耶艾出生在蘇雲崩逝後8個月。1336年瑞當代政變奪權，德勒帕耶艾兄弟被母后紹南與首相南達巴堅送至彬牙王國的敏東藏身，以躲避瑞當代的迫害。1339年，德勒帕耶艾兄弟被瑞當代帶回實皆，不久瑞當代死於一場政變，德勒帕耶艾的長兄加蘇瓦被首相南達巴堅扶上王位。
1349年，德勒帕耶艾的兄長加蘇瓦、瑙亞塔明耶在8個月內相繼逝世，德勒帕耶艾登基為王。他繼承了王兄瑙亞塔明耶的一頭白象，故也有辛標信（ဆင်ဖြူရှင်）的稱號，意為「白象王」。
德勒帕耶艾的統治只持續了兩年，他對實皆王國的宿敵彬牙王國保持警戒的態度。1351年，他庇護了前來投奔的央米丁總督斯伐修寄。德勒帕耶艾曾派出王姐索敏與姐夫太公城總督德多信滕至彬牙與覺蘇瓦艾和談，緩解兩國的局勢。此後不久德勒帕耶艾就崩逝了，王姐索敏的第二任丈夫明標繼位。